# Nepenthes hirsuta
Nepenthes hirsuta Hook.f., 1873 è una pianta carnivora della famiglia Nepenthaceae, endemica del Borneo, dove cresce a 200–1100 m.

## Conservazione
La Lista rossa IUCN classifica Nepenthes hirsuta come specie a rischio minimo (Least Concern).